# Non dimenticate lo spazzolino da denti
Non dimenticate lo spazzolino da denti è stato un varietà televisivo, andato in onda settimanalmente a partire da sabato 21 aprile a sabato 23 giugno 1995 su Canale 5 e da domenica 3 novembre 1996 a domenica 5 gennaio 1997 su Italia 1, entrambe le edizioni in prima serata.

## Il programma
Non dimenticate lo spazzolino da denti era la versione italiana di un varietà britannico (intitolato Don't Forget Your Toothbrush), trasmesso anche in altre nazioni e adattato per il pubblico italiano da Fatma Ruffini. Il pubblico in sala, coinvolto nei giochi dai conduttori, aveva la possibilità di vincere viaggi con partenza immediata (da cui il nome della trasmissione). I viaggi previsti erano sia in mete di grande attrattività turistica, per i vincitori, sia in località italiane presentate volutamente con toni sminuenti, come consolazione per i secondi arrivati.
La conduzione era affidata nella prima stagione a Fiorello e ad un inviato esterno, Marco Balestri, mentre nella seconda a Gerry Scotti e Ambra Angiolini.

### Prima stagione
Nella prima stagione, in onda su Canale 5, il fulcro del varietà è Fiorello (reduce dal successo del Karaoke) che si esibisce in canti, balli e imitazioni, al punto che la regia stessa ha difficoltà nel seguirlo in tutti i suoi movimenti. I collegamenti esterni vedono invece come conduttore Marco Balestri, mentre in studio vi è la presenza di Anna Falchi e Diego Abatantuono. Il corpo di ballo, sei ballerine, viene chiamato, dal nome del programma, "le spazzoline", mentre le coreografie sono curate dal duo Brian & Garrison. La scenografia è ispirata a quella dell'edizione britannica, pur discostandosene per diversi elementi, con i fondali dello studio scuri illuminati da lampade posizionate a mo' di stelle e il pubblico disposto su due gradinate, con il presentatore che si muove tra di queste. Design, sigla ed effetti speciali sono di Alberto Traverso.
La trasmissione comprende giochi, balli, canzoni, scherzi e viaggi sponsorizzati, ma il programma, pur raggiungendo in alcune puntate picchi di share superiori al 23% ed una media del 21,5% (pari a 4.729.000 telespettatori), non ottiene il successo sperato dall'emittente, che puntava a battere I cervelloni su Rai Uno, show condotto da Paolo Bonolis.
Tra i motivi dello scarso successo, oltre alla "cattiveria" eccessiva per il pubblico italiano, era da ricercarsi come colpa ad un'errata combinazione tra il target previsto, il pubblico giovane, e la messa in onda nella serata del sabato sera, quando questo non era presente in casa o era più attratto dal programma musicale Roxy Bar di Videomusic, condotto da Red Ronnie.

### Seconda stagione
La seconda stagione, in onda su Italia 1, vedeva la conduzione affidata ad Ambra Angiolini (che si esibirà anche come ballerina) e a Gerry Scotti. Il programma venne presentato ai media come più fedele al format originale.
In questa edizione è stato aggiunto anche un momento sexy, con un gioco finale a quiz (chiamato strip quiz) che prevedeva la partecipazione di due coppie scelte tra il pubblico (composto da circa 300 spettatori): ad ogni risposta corretta data da uno degli uomini la ragazza doveva togliersi un abito, o rifiutare di farlo e dare questa possibilità alla ragazza della coppia avversaria. La prima coppia la cui donna rimaneva in topless (non necessariamente mostrandolo) vinceva un premio speciale, solitamente di valore superiore agli altri presenti nel programma. Anche questa edizione, nonostante il cambio di emittente e conduttori e l'ammiccamento al sexy, ha riscosso esigui successi, ottenendo ascolti medi nettamente inferiori alla prima stagione.
In questa seconda stagione del programma era inizialmente prevista ed annunciata la presenza come ballerina di Muriel Houtteman (meglio nota come Fili Houtemann), spogliarellista belga, balzata agli onori della cronaca pochi mesi prima per un sex tape che aveva causato il divorzio tra Daniel Ducruet e Stéphanie di Monaco (venendo poi condannata per violazione della privacy per questo), ma l'accordo tra l'artista e Mediaset non si era poi concretizzato.
Al termine del programma Ambra Angiolini lascerà Mediaset, cinque mesi prima della scadenza naturale del contratto, per fare il suo primo ingresso in Rai.

## Ascolti TV

### Edizione 1995
| Puntata        | Telespettatori | Share  |
| -------------- | -------------- | ------ |
| 21 aprile 1995 | 6.123.000      |        |
| 28 aprile 1995 | 5.265.000      |        |
| 5 maggio 1995  | 3.689.000      | 17,12% |
| 12 maggio 1995 | 4.437.000      |        |
| 19 maggio 1995 | 4.861.000      |        |
| 26 maggio 1995 | 4.198.000      | 20,59% |
| 2 giugno 1995  | 4.415.000      |        |
| 9 giugno 1995  | 4.471.000      |        |
| 16 giugno 1995 | 4.137.000      |        |
| 23 giugno 1995 | 3.573.000      |        |
| Media          | 4 517 000      |        |